# Rodolfo González (piloto)
Rodolfo González (Caracas, Venezuela; 14 de mayo de 1986) es un piloto de automovilismo venezolano. En 2013 fue tercer piloto de Marussia en Fórmula 1.

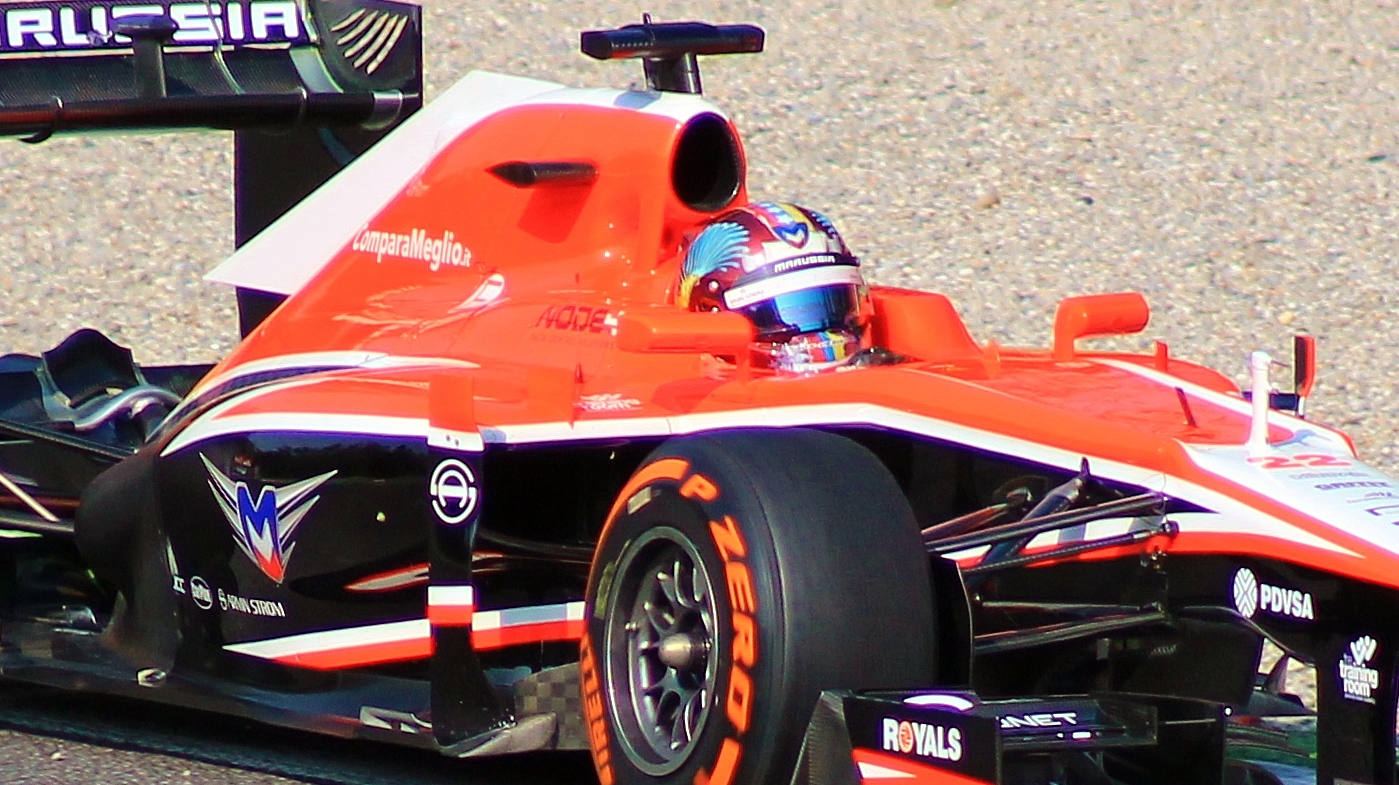
Rodolfo González probando el MR02 en el Gran Premio de Italia de 2013.

## Trayectoria
Después de competir en karting, González participó en 2003 en la categoría invernal de la Fórmula Renault 2.0 Británica, antes de competir en la categoría principal en 2004 y 2005 mientras asistía a la Norwich City College.

### Fórmula 3
Ganó la categoría nacional de la Fórmula 3 Británica en 2006 con el equipo T-Sport. En 2007 finalizó 11º en la Fórmula 3 Británica con T-Sport.
En 2008, pasó a la Fórmula 3 Euroseries con el equipo Carlin Motorsport. Solamente consiguió medio punto en la lluviosa carrera al sprint de Le Mans. En 2011 disuputa una ronda de la Auto GP, termina 6º en la primera carrera y 15º en la segunda.

### GP2 Series
Sustituyó a Andreas Zuber a partir de la tercera ronda de la temporada 2008/09 de GP2 Asia Series, acabando 16º en su primera carrera. Acabó el campeonato en 23ª posición, siendo su mejor posición el 8º puesto en la carrera al sprint de Sepang.
En 2009, González participó en la ronda de Alemania de la GP2 Series sustituyendo a Davide Rigon en el equipo Trident Racing.
Compitió en la primera ronda de la temporada 2009/10 de GP2 Asia Series antes de ser sustituido por Javier Villa. Volvió en la última ronda de la temporada en Baréin, sustituyendo a Sergio Pérez en el equipo Barwa Addax. Para la Temporada 2010 de GP2 Series vuelve con Arden International y puntúa en las dos carreras de Spa. Disputa también toda la temporada 2011 con Trident Racing, pero no logra puntuar en ninguna cita.
En 2012 ficha por Caterham Racing junto a Giedo van der Garde. Termina 22º en el campeonato gracias a un 5º puesto en la carrera al sprint de Mónaco.

### Fórmula 1
En noviembre de 2010 y noviembre de 2011 participa en los test para jóvenes pilotos en Abu Dhabi con el equipo Lotus Racing. Al año siguiente 2012 a principio de año entre el 1-3 de mayo  es invitado por la escudería Caterham F1 Team para participar en los test de jóvenes pilotos realizados en la Autódromo Internacional del Mugello. En septiembre de 2012, participa nuevamente en los test de jóvenes pilotos en el Circuito de Nevers Magny-Cours, esta vez con el equipo Force India.
En 2013, se convierte en piloto reserva de Marussia y debuta en los entrenamientos libres del GP de Baréin. En Montmeló vuelve a pilotar el Marussia MR02 en los libres 1, así como en los grandes premios de Alemania y Hungría.

### IndyCar Series
En temporada 2015, González debuta en las IndyCar Series, compitiendo en algunas carreras con el #19 de Dale Coyne Racing.

## Resultados

### GP2 Asia Series
(Clave) (negrita indica pole position) (cursiva indica vuelta rápida puntuable)

| Año     | Escudería           | 1    | 1    | 2    | 2    | 3    | 3    | 4    | 4    | 5   | 5   | 6    | 6    | Pos. | Puntos | Ref.  |
| ------- | ------------------- | ---- | ---- | ---- | ---- | ---- | ---- | ---- | ---- | --- | --- | ---- | ---- | ---- | ------ | ----- |
| 2008-09 | FMS International   | SHA  | SHA  | DUB  | DUB  | SAK1 | SAK1 | LOS  | LOS  | KUA | KUA | SAK2 | SAK2 | 23.º | 0      | [ 7 ] |
| 2008-09 | FMS International   |      |      |      |      | 16   | Ret  | Ret  | 19   | 10  | 8   | Ret  | Ret  | 23.º | 0      | [ 7 ] |
| 2009-10 |                     | YMC1 | YMC1 | YMC2 | YMC2 | SAK1 | SAK1 | SAK2 | SAK2 |     |     |      |      | 29.º | 0      | [ 8 ] |
| 2009-10 | Arden International | 14   | 16   |      |      |      |      |      |      |     |     |      |      | 29.º | 0      | [ 8 ] |
| 2009-10 | Barwa Addax Team    |      |      |      |      |      |      | Ret  | Ret  |     |     |      |      | 29.º | 0      | [ 8 ] |
| 2011    | Trident Racing      | YMC  | YMC  | IMO  | IMO  |      |      |      |      |     |     |      |      | 17.º | 0      | [ 9 ] |
| 2011    | Trident Racing      | 11   | 9    | 9    | Ret  |      |      |      |      |     |     |      |      | 17.º | 0      | [ 9 ] |

### GP2 Series
(Clave) (negrita indica pole position) (cursiva indica vuelta rápida puntuable)

| Año  | Escudería           | 1   | 1   | 2   | 2   | 3   | 3   | 4   | 4   | 5   | 5   | 6   | 6   | 7   | 7   | 8   | 8   | 9   | 9   | 10  | 10  | 11  | 11  | 12  | 12  | Pos. | Puntos | Ref.   |
| ---- | ------------------- | --- | --- | --- | --- | --- | --- | --- | --- | --- | --- | --- | --- | --- | --- | --- | --- | --- | --- | --- | --- | --- | --- | --- | --- | ---- | ------ | ------ |
| 2009 | Trident Racing      | BAR | BAR | MON | MON | EST | EST | SIL | SIL | NÜR | NÜR | BUD | BUD | VAL | VAL | SPA | SPA | MNZ | MNZ | ALG | ALG |     |     |     |     | 29.º | 0      | [ 10 ] |
| 2009 | Trident Racing      |     |     |     |     |     |     |     |     | 15  | 19  |     |     |     |     |     |     |     |     |     |     |     |     |     |     | 29.º | 0      | [ 10 ] |
| 2010 | Arden International | BAR | BAR | MON | MON | EST | EST | VAL | VAL | SIL | SIL | HOC | HOC | BUD | BUD | SPA | SPA | MNZ | MNZ | YMC | YMC |     |     |     |     | 21.º | 4      | [ 11 ] |
| 2010 | Arden International | 15  | 14  | 10  | Ret | 16  | 16  | Ret | Ret | 16  | 20  | 18  | Ret | Ret | 15  | 8   | 4   | Ret | Ret | 10  | 16  |     |     |     |     | 21.º | 4      | [ 11 ] |
| 2011 | Trident Racing      | EST | EST | BAR | BAR | MON | MON | VAL | VAL | SIL | SIL | NÜR | NÜR | BUD | BUD | SPA | SPA | MNZ | MNZ |     |     |     |     |     |     | 26.º | 0      | [ 12 ] |
| 2011 | Trident Racing      | Ret | 22  | 20  | 10  | Ret | 14  | 15  | Ret | 18  | 13  | 9   | 15  | Ret | 9   | Ret | 17  | 19  | 16  |     |     |     |     |     |     | 26.º | 0      | [ 12 ] |
| 2012 | Caterham Racing     | KUA | KUA | SAK | SAK | SAK | SAK | BAR | BAR | MON | MON | VAL | VAL | SIL | SIL | HOC | HOC | BUD | BUD | SPA | SPA | MNZ | MNZ | SIN | SIN | 22.º | 6      | [ 13 ] |
| 2012 | Caterham Racing     | Ret | 18  | 15  | 21  | 18  | 15  | 15  | 14  | 13  | 5   | 15  | 15  | 23  | Ret | 23  | 20  | 23  | 16  | Ret | 14  | 22  | 20  | Ret | 18  | 22.º | 6      | [ 13 ] |

### Fórmula 1
| Año  | Escudería        | 1   | 2   | 3   | 4      | 5      | 6   | 7   | 8   | 9      | 10     | 11  | 12     | 13  | 14     | 15  | 16  | 17     | 18     | 19     | Pos. | Puntos |
| ---- | ---------------- | --- | --- | --- | ------ | ------ | --- | --- | --- | ------ | ------ | --- | ------ | --- | ------ | --- | --- | ------ | ------ | ------ | ---- | ------ |
| 2013 | Marussia F1 Team | AUS | MYS | CHN | BHR TD | ESP TD | MON | CAN | GBR | GER TD | HUN TD | BEL | ITA TD | SIN | RCO TD | JPN | IND | ABU TD | USA TD | BRA TD |      |        |

### IndyCar Series
(Clave) (negrita indica pole position) (cursiva indica vuelta rápida)

| Año  | Equipo           | 1   | 2   | 3   | 4      | 5    | 6    | 7       | 8       | 9   | 10     | 11  | 12  | 13  | 14     | 15  | 16    | Posición final | Puntos |
| ---- | ---------------- | --- | --- | --- | ------ | ---- | ---- | ------- | ------- | --- | ------ | --- | --- | --- | ------ | --- | ----- | -------------- | ------ |
| 2015 | Dale Coyne-Honda | STP | LOU | LBH | ALA 20 | INDY | INDY | DET1 21 | DET2 22 | TXS | TOR 18 | FON | MIL | IOW | MDO 20 | POC | SNM 9 | 26.º           | 94     |